# Ptolemaeuscluster
Messier 7 (ook bekend als M7, NGC 6475 of als de Ptolemaeuscluster) is een open sterrenhoop in het sterrenbeeld Schorpioen (Scorpius).
M7 werd al rond 130 na Chr. door Ptolemaeus waargenomen terwijl Giovanni Batista Hodierna in de 17e eeuw de sterrenhoop waarnam en er 30 sterren telde. In 1764 ten slotte nam Charles Messier de Ptolemaeuscluster op in zijn catalogus als nummer 7.
M7 is gemakkelijk met het blote oog te zien mits hij hoog genoeg aan de hemel staat, iets wat in de Benelux nooit het geval is, omdat, tijdens de culminatie, deze sterrenhoop tot slechts 4 graden boven de zuidelijke horizon klimt. Met een telescoop zijn er in de sterrenhoop zo'n 80 sterren te zien binnen een cirkel van 1°,3 diameter. De schijnbare afmeting van M7 aan de hemel komt, gezien de afstand die tussen de 800 en 1000 lichtjaar bedraagt, overeen met een werkelijke diameter van 18 tot 25 lichtjaar.
De leeftijd van M7 is 220 miljoen jaar.
Net ten westen van Messier 7 zijn de bolvormige sterrenhoop NGC 6453 en de open sterrenhoop NGC 6444 te vinden .